# Nicanor Piñole
Nicanor Pedro Vicente Piñole Rodríguez (Gijón; 6 de enero de 1878-ibíd; 18 de enero de 1978) fue un pintor español, cuya obra puede adscribirse al post-impresionismo y su evolución posterior. Se le considera, junto a Evaristo Valle, la base de la llamada "Escuela de Gijón" que junto con la de Oviedo, conformaron el panorama pictórico de Asturias en el periodo central del siglo xx. Su obra se expone en el Museo Nicanor Piñole de Gijón.

## Biografía
Ingresó a los cuatro años en el colegio de monjas del Santo Ángel de Gijón, y con doce pasó al Colegio de la Inmaculada, que en aquel entonces dependía aún del Real Instituto Jovellanos para sus estudios de segunda enseñanza, y que acababa de ser inaugurado en 1890, bajo la dirección de los jesuitas. Con 14 años, en 1892, se traslada con su tío a Madrid para comenzar su formación artística en la Academia de Bellas Artes de San Fernando, donde tuvo como profesores a Carlos Haes, Dióscoro Puebla, Antonio Muñoz Degraín, y a Alejandro Ferrant. En 1900 viajó  a París y un mes después a Roma donde permaneció durante dos años, para regresar a Gijón en 1902. Allí estableció su residencia definitiva, con numerosas visitas a Madrid, alternando con personalidades como Santiago Rusiñol y Ricardo Baroja, entre otros. Más adelante, y de forma esporádica viajó a Londres, París, y Roma. Participó en diversas exposiciones locales y nacionales, como la Exposición Nacional de Bellas Artes, y en la década de 1920 envió cuadros a exposiciones en Estados Unidos.
Según la Real Academia de la Historia, "a partir de 1912, con motivo de sus excursiones al puerto de Tarna y Pajares, comenzó a pintar sus primeros paisajes de montaña, tema que será recurrente en su producción posterior." "El retrato es otro de los géneros que Piñole cultivó con mayor asiduidad. Especialmente destacable en el retrato que pintó a su tío Manuel Prendes en 1914, con el que obtuvo una Segunda Medalla en la Exposición Nacional de Bellas Artes de 1917." "Las romerías y otras escenas de carácter popular, rural o marinero, fueron abordadas por Piñole en obras de gran formato, en la mayor parte de los casos concebidas para ser presentadas a las Exposiciones Nacionales."
Instalado con su madre en Gijón desde la década de 1920, pasó la guerra civil española en la casa de Villa Chor. El conflicto armado le inspiró cuadros como El refugio y La retirada.
Plenamente reconocido de forma institucional con la Gran Cruz Alfonso X el Sabio, murió en su ciudad natal a los pocos días de cumplir 100 años de edad.

## Familia y legado
En 1972 Nicanor Piñole se casó con la maliaya Enriqueta Ceñal Costales (1924-1994), teniendo ella 49 años y él 94, aunque su relación se originó en 1942. Ella donó al Ayuntamiento de Gijón más de 700 obras y objetos del autor, con los que se inauguraría en 1991 el Museo Nicanor Piñole, en el antiguo edificio del Asilo Pola.